# Dharmavaram

Dharmavaram är en stad i distriktet Anantapur i delstaten Andhra Pradesh i Indien. Folkmängden uppgick till 121 874 invånare vid folkräkningen 2011.